# Hey, You
Hey, You är en EP från 2000 av det japanska rockbandet Mono.

## Låtlista
1. Karelia - 13:07
2. Finlandia - 8:06
3. L'America - 4:39
4. Black Woods - 11:19